# Oinville-Saint-Liphard
Oinville-Saint-Liphard é uma comuna francesa na região administrativa do Centro, no departamento Eure-et-Loir. Estende-se por uma área de 22,67 km². Em 2010 a comuna tinha 286 habitantes (densidade: 12,6 hab./km²).